# Jerry Tillery
Jerry Tillery (* 8. Oktober 1996 in Shreveport, Louisiana) ist ein American-Football-Spieler auf der Position des Defensive Tackles für die Kansas City Chiefs in der National Football League (NFL). Er spielte zuvor für die Minnesota Vikings und College Football für die University of Notre Dame. Im NFL Draft 2019 wurde Tillery in der ersten Runde von den Los Angeles Chargers ausgewählt.

## Frühe Karriere
Tillery besuchte die Evangel Christian Academy in Shreveport, Louisiana. Als Senior hatte er 93 Tackles und sieben Sacks. Er verpflichtete sich an der University of Notre Dame, College Football für die Notre Dame Fighting Irish zu spielen.

## College
Tillery wollte ursprünglich als Neuling 2015 in Notre Dame Offensive Tackle spielen, aber später wurde entschieden, dass er Defensive Tackle spielen würde. In dieser Saison spielte er in 12 Spielen mit drei Starts und erzielte 12 Tackles und einen Sack. Als Student im zweiten Jahr 2016 begann er 11 von 12 Spielen und erzielte 37 Tackles. Als Junior im Jahr 2017 startete Tillery alle 13 Spiele und beendete die Saison mit 56 Tackles und 4,5 Sacks. Er spielte auch sein Senior-Jahr 2018 in Notre Dame. In seiner letzten Saison in Notre Dame erlitt Tillery eine Verletzung an der Schulter, die eine Operation erforderte.

## NFL
Tillery wurde von den Los Angeles Chargers als 28. Pick in der ersten Runde des NFL Draft 2019 ausgewählt. Er konnte die in ihn als Erstrundenpick gesetzten Erwartungen bei den Chargers nicht erfüllen und verlor 2022 seine Rolle als Starter. Er bestritt 54 Spiele für Los Angeles, davon 29 als Starter, in denen er 106 Tackles und 10,5 Sacks erzielte. Tillery wurde nach dreieinhalb Jahren von den Chargers entlassen und anschließend von den Las Vegas Raiders über die Waiver-Liste verpflichtet. Am 13. März 2024 entließen die Raiders Tillery. Tags darauf nahmen die Minnesota Vikings ihn unter Vertrag. Tillery bestritt alle 17 Regular-Season-Spiele für die Vikings, 11 davon als Starter. Dabei wurde er überwiegend als Defensive End eingesetzt. Nach dem Ende der Spielzeit wurde Tillery Free Agent. Am 19. März 2025 verpflichteten ihn die Kansas City Chiefs.

## Persönliches
Tillery hat einen Abschluss in Wirtschaftswissenschaften.